# As Mulatas
As Mulatas es un óleo sobre lienzo del artista brasileño Di Cavalcanti, realizada en 1962. Considerada emblemática e histórica, la obra forma parte de la colección expuesta en el entresuelo del tercer piso del Palacio del Planalto, en Brasilia.
Fue vandalizada en el contexto del asalto a la Plaza de los Tres Poderes de Brasilia en enero de 2023, con varias perforaciones en la tela.